# Belisana tambligan
Belisana tambligan es una especie de arañas araneomorfas de la familia Pholcidae.

## Distribución geográfica
Es endémica de Bali y Java.